# Francisco Ramírez (bispo)
Francisco Ramírez (falecido em 1564) foi um prelado católico romano que serviu como bispo de Cusco de 1562 a 1564.

## Biografia
No dia 6 de Julho de 1562, Antonio de Raya Navarrete foi nomeado durante o papado de Pio IV como Bispo de Cusco, onde serviu como bispo até à sua morte em 1564.